# Amphilochidae
Amphilochidae es una familia de crustaceos anfípodos marinos. Sus 94 especies se distribuyen por todo el mundo.

## Clasificación
Se reconocen los siguientes géneros:
- Afrogitanopsis G. Karaman, 1980
- Amphilochella Schellenberg, 1926
- Amphilochoides Sars, 1895
- Amphilochopsis Stephensen, 1925
- Amphilochus Bate, 1862
- Apolochus Hoover & Bousfield, 2001
- Cyclotelson Potts, 1915
- Gitana Boeck, 1871
- Gitanogeiton Stebbing, 1910
- Gitanopsilis Rauschert, 1994
- Gitanopsis Sars, 1892
- Hourstonius Hoover & Bousfield, 2001
- Paramphilochoides Lincoln, 1979
- Paramphilochus Ishimaru & Ikehara, 1986
- Rostrogitanopsis G. Karaman, 1980